# Interpretació de Penrose
La interpretació de Penrose és una especulació de Roger Penrose sobre la relació entre la mecànica quàntica i la relativitat general. Penrose proposa que un estat quàntic roman en superposició fins que la diferència de curvatura espai-temps assoleix un nivell significatiu.

## Visió general
La idea de Penrose s'inspira en la gravetat quàntica perquè utilitza les constants físiques {\displaystyle \hbar } i {\displaystyle G}. És una alternativa a la interpretació de Copenhaguen, que postula que la superposició falla quan es fa una observació (però que no és de naturalesa objectiva), i a la interpretació dels múltiples mons, que afirma que els resultats alternatius d'una superposició són igualment "reals", mentre que la seva descoherència mútua impedeix les interaccions observables posteriors.
La idea de Penrose és un tipus de teoria del col·lapse objectiu. Per a aquestes teories, la funció d'ona és una ona física, que experimenta el col·lapse de la funció d'ona com un procés físic, sense que els observadors hi tinguin cap paper especial. Penrose teoritza que la funció d'ona no es pot mantenir en superposició més enllà d'una certa diferència d'energia entre els estats quàntics. Dóna un valor aproximat per a aquesta diferència: una massa de matèria de Planck, que anomena el "nivell d'un gravitó". Aleshores, planteja la hipòtesi que aquesta diferència d'energia fa que la funció d'ona col·lapsi a un sol estat, amb una probabilitat basada en la seva amplitud en la funció d'ona original, un procediment derivat de la mecànica quàntica estàndard. El criteri de "nivell d'un gravitó" de Penrose constitueix la base de la seva predicció, proporcionant un criteri objectiu per al col·lapse de la funció d'ona. Malgrat les dificultats d'especificar això de manera rigorosa, proposa que els estats base en què té lloc el col·lapse es descriuen matemàticament mitjançant les solucions estacionàries de l'equació de Schrödinger-Newton. Treballs teòrics recents indiquen una interrelació cada cop més profunda entre la mecànica quàntica i la gravitació.

## Conseqüències físiques
Acceptant que les funcions d'ona són físicament reals, Penrose creu que la matèria pot existir en més d'un lloc alhora. En la seva opinió, un sistema macroscòpic, com un ésser humà, no pot existir en més d'un lloc durant un temps mesurable, ja que la diferència d'energia corresponent és molt gran. Un sistema microscòpic, com un electró, pot existir en més d'una ubicació durant un període significativament més llarg (milers d'anys), fins que la seva separació de curvatura espai-temps arriba al llindar de col·lapse.
En la teoria d'Einstein, qualsevol objecte que tingui massa causa una deformació en l'estructura de l'espai i el temps que l'envolta. Aquesta deformació produeix l'efecte que experimentem com a gravetat. Penrose assenyala que els objectes diminuts, com ara les partícules de pols, els àtoms i els electrons, també produeixen deformacions espai-temps. Ignorar aquestes deformacions és on la majoria dels físics s'equivoquen. Si una mota de pols es troba en dos llocs alhora, cadascun hauria de crear les seves pròpies distorsions en l'espai-temps, donant lloc a dos camps gravitatoris superposats. Segons la teoria de Penrose, es necessita energia per mantenir aquests camps duals. L'estabilitat d'un sistema depèn de la quantitat d'energia implicada: com més alta sigui l'energia necessària per mantenir un sistema, menys estable serà. Amb el temps, un sistema inestable tendeix a tornar al seu estat més simple i de menor energia: en aquest cas, un objecte en un lloc produeix un camp gravitatori. Si Penrose té raó, la gravetat arrossega els objectes de tornada a una sola ubicació, sense necessitat d'invocar observadors o universos paral·lels.
Penrose especula que la transició entre els estats macroscòpics i quàntics comença a l'escala de les partícules de pols (la massa de les quals és propera a la massa de Planck). Ha proposat un experiment per provar aquesta teoria, anomenat FELIX (experiment en òrbita lliure amb raigs X d'interferometria làser), en el qual un làser de raigs X a l'espai es dirigeix cap a un petit mirall i es fisiona mitjançant un divisor de feix des de desenes de milers de quilòmetres de distància, amb el qual els fotons es dirigeixen cap a altres miralls i es reflecteixen. Un fotó incidirà en el petit mirall mentre es mou cap a un altre mirall i el mourà cap enrere a mesura que torna, i segons les teories quàntiques convencionals, el petit mirall pot existir en superposició durant un període de temps significatiu. Això evitaria que els fotons arribessin al detector. Si la hipòtesi de Penrose és correcta, la superposició del mirall col·lapsarà a una ubicació en aproximadament un segon, permetent que la meitat dels fotons arribin al detector.
Tanmateix, com que aquest experiment seria difícil d'organitzar, s'ha proposat una versió de taula que utilitza cavitats òptiques per atrapar els fotons el temps suficient per aconseguir el retard desitjat.